# Bermuda
Bermuda is een overzees gebiedsdeel onder soevereiniteit van het Verenigd Koninkrijk, gelegen in de Atlantische Oceaan, zo'n duizend kilometer van de oostkust van de Verenigde Staten. Het is de oudste nog bestaande kolonie van het Verenigd Koninkrijk. De hoofdstad is Hamilton. Bermuda is onder andere bekend door de Bermudadriehoek, de Bermudashorts en als belastingparadijs. De eilanden worden in oude juridische documenten ook wel de Bermuda's of Somers Isles genoemd.

## Geschiedenis
In 1505 kwam de Spaanse ontdekkingsreiziger Juan de Bermúdez langs de eilanden. Hij was waarschijnlijk de eerste Europeaan die ze zag en naar hem zijn ze ook vernoemd. Rond 1543 zou een Portugees schip schipbreuk lijden op Bermuda. Waarschijnlijk zijn er ooit varkens losgelaten op de eilanden om als voedsel voor latere expedities te dienen.
In 1609 leed een schip van de Britse Virginia Company, de Sea Venture schipbreuk op Bermuda en de schipbreukelingen stichtten de eerste kolonie op de eilanden. Deze schipbreuk is afgebeeld op de vlag en het wapen van Bermuda. Na de Acts of Union in 1707 werd Bermuda een Britse kolonie, waarbij de staat voortaan het gezag uitoefende. Op de eilanden werd tabak verbouwd, later kwamen er scheepswerven en nog later ging men zout produceren. Ook was Bermuda een uitvalsbasis voor de kaapvaart en de walvisvaart.
Tijdens de Amerikaanse Onafhankelijkheidsoorlog werden verschillende Britse aanvallen op de Verenigde Staten vanaf Bermuda georganiseerd. Later werd ook de met brandstichting gepaard gaande invasie van Washington hiervandaan georganiseerd. Omdat de Britten een groot deel van de Amerikaanse kust verloren hadden werd de Royal Naval Dockyard aangelegd en werd Bermuda het hoofdkwartier van de Britse marine in Noord-Amerika. Om deze reden werden grote fortificaties gebouwd. Tijdens de Amerikaanse Burgeroorlog was Bermuda een van de plaatsen waar smokkelaars wapens inkochten voor de Geconfedereerde Staten. Deze blockade runners moesten met hun schepen daarvoor wel de zeeblokkade van de Unie (het Anacondaplan) door zien te komen.
In 1815 werd Hamilton de hoofdstad, tot die tijd was dat Saint George. In 1871 werd The Causeway geopend, een verzameling bruggen en kleine stukken aangewonnen land die Saint George, Saint David en Hamilton met elkaar verbond. Deze verbindingsweg, gebouwd door de Royal Engineers, zou meerdere malen door orkanen onbruikbaar worden en moest vervolgens iedere keer weer hersteld worden.
In 1906 bracht de Amerikaanse krantenmagnaat en playboy Gordon Bennett met zijn jacht de Lysistrata de eerste auto naar het eiland Bermuda. Dit was zeer tegen de zin van de schrijver Mark Twain die, samen met de president van de Princeton-universiteit, Woodrow Wilson, Bermuda wilde behoeden voor alles wat gemotoriseerd was. "It would be a fatal error to attract to Bermuda the extravagant and sporting set who have made so many other places entirely intolerable to persons of taste and cultivation." Bennett reed een rondje over het eiland met rennende schooljongens achter zijn auto. In 1910 slaagde Twain in zijn opzet: auto's werden verboden op Bermuda.
Vanaf de jaren dertig van de twintigste eeuw werd Bermuda een toeristische bestemming voor rijke Amerikanen die met het vliegtuig naar de eilanden kwamen. Van 1931 tot 1948 was er ook een spoorweg in gebruik die van Saint George tot aan Somerset reed.
Tijdens de Tweede Wereldoorlog werden er Amerikaanse troepen op Bermuda gelegerd. Ook werd er een Amerikaans militair vliegveld en een haven voor onderzeeërs aangelegd. Die zouden tot 1995 door de Amerikanen in gebruik blijven. In de jaren zeventig was er een periode van onrust op de eilanden waarbij de gouverneur Richard Sharples werd vermoord.

## Geografie

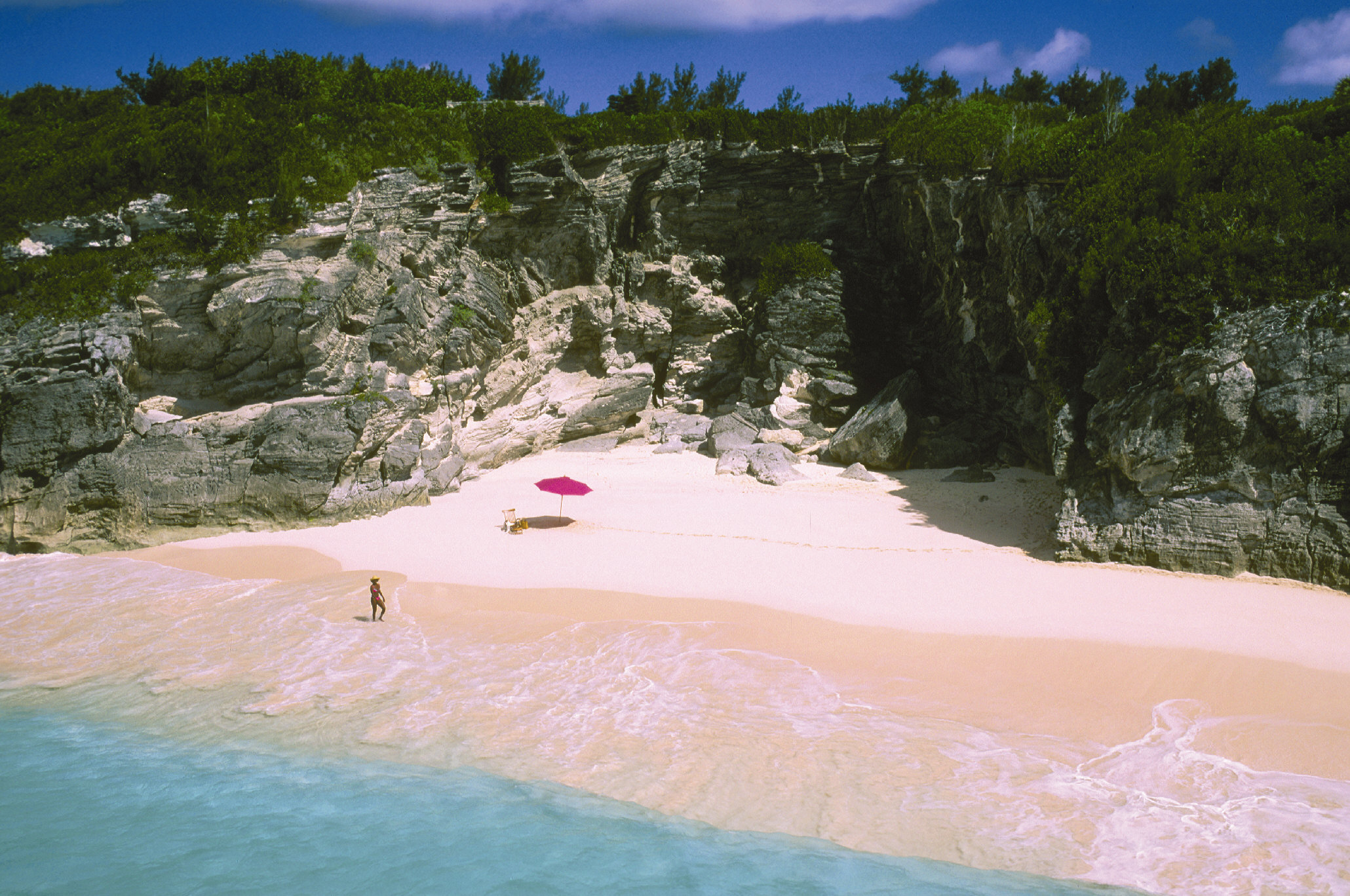
Strand met het voor Bermuda zo typische roze zand.

Bermuda ligt in de Atlantische Oceaan. Het dichtstbijzijnde gebied is Kaap Hatteras, North Carolina, ongeveer 1.030 kilometer naar het westnoordwesten. Het ligt ongeveer 1.239 kilometer ten zuiden van Cape Sable Island, Nova Scotia, en 1.770 kilometer ten noordoosten van Miami.
Bermuda bestaat uit meer dan 150 eilanden die bestaan uit kalksteen en daar tussenin ligt een aantal beschutte baaien die als natuurlijke havens bruikbaar zijn. De grootste eilanden zijn via bruggen met elkaar verbonden.

### Eilanden
Bermuda bestaat uit meerdere eilanden, waarvan de grootste als een ketting aan elkaar verbonden zijn door bruggen:
- Saint George (noordoost)
- Saint David
- Bermuda of 'Main Island' (zuid, midden)
- Somerset (west)
- Watford
- Boaz
- Ireland (noordwest)

### Natuur
Bermuda heeft veel stranden, met hun typische roze zand, en rond het eiland is veel koraal te vinden. Doordat deze riffen redelijk ondiep liggen, valt hier goed naar te duiken. Ook zijn er grotten te vinden en zijn er meerdere parken en reservaten op de eilanden. Verder is Bermuda bekend geworden door de Bermudastormvogel die alleen op Bermuda voorkomt. Deze vogel leek al in 1620 volledig uitgeroeid te zijn, maar werd in 1951 weer gesignaleerd. Verder is er de Crystal Cave, een vijfhonderd meter diepe grot in de buurt van Hamilton.

## Bestuur

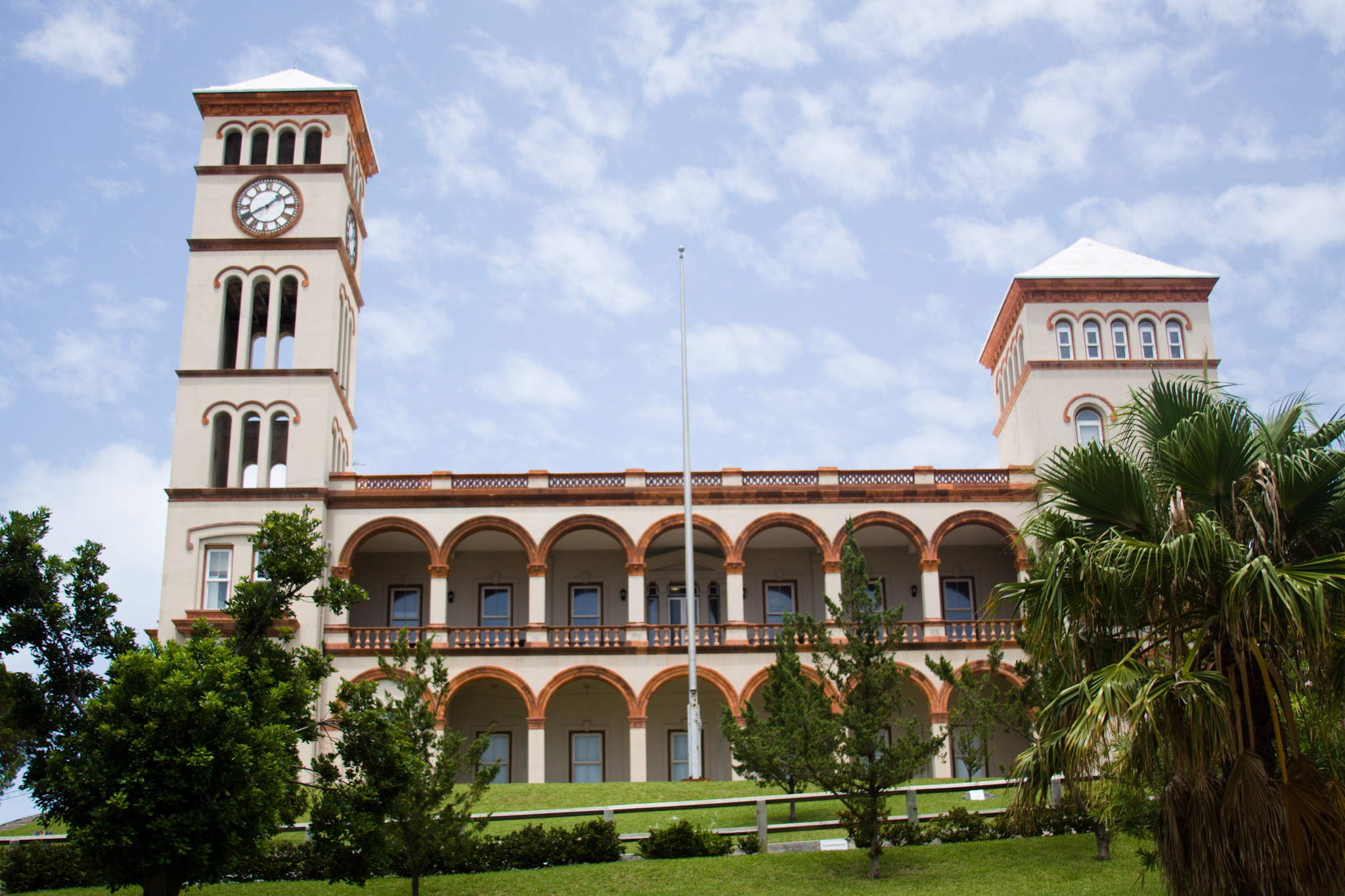
Sessions House, het lagerhuis van het parlement van Bermuda.

Bermuda heeft een tweekamerparlement. Op 19 juli 2017 werd Edward David Burt geïnstalleerd als premier. Hij is de partijleider van de Progressive Labour Party (PLP), de winnende partij in de laatste verkiezingen.
Bermuda is onderverdeeld in negen parishes, naar het lijkt zonder bevoegdheden, en twee gemeenten:
Parishes:
- Devonshire
- Hamilton
- Paget
- Pembroke
- Saint George
- Sandys
- Smith
- Southampton
- Warwick

Gemeenten:
- Hamilton (tevens hoofdstad van Bermuda)
- Saint George

## Transport

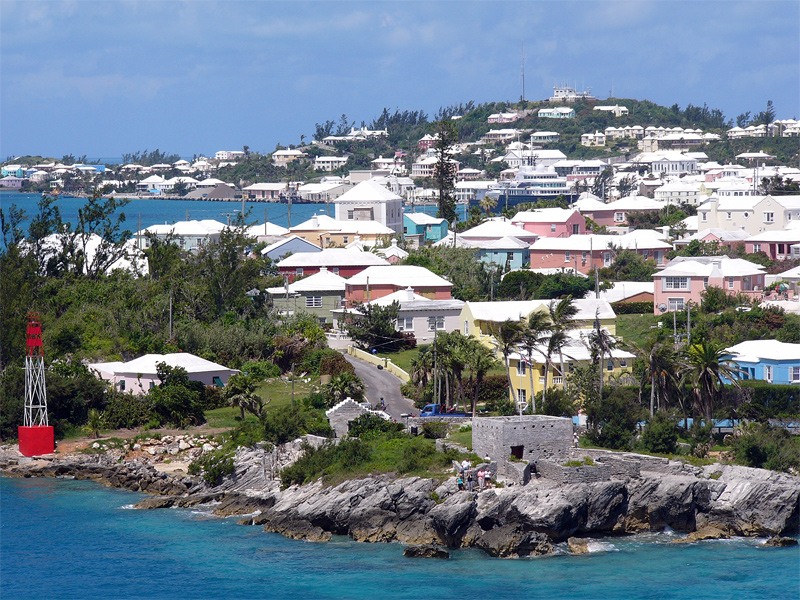
Een buitenwijk op Bermuda.

Het vliegveld van Bermuda heet L.F. Wade International Airport en ligt op Saint Georges Island. Er zijn geen spoorwegen of snelwegen op Bermuda. Er is één echte hoofdweg in Bermuda, en die loopt over het hele eiland. Vervoer tussen de eilanden vindt veel plaats per boot.
De bekendste brug tussen de eilanden is "The Causeway". Deze loopt tussen Main Island en Saint Georges Island. Dat is vooral handig voor het toerisme, want dan hoeft men na aankomst op het vliegveld niet met de boot naar de hoofdstad Hamilton.

## Economie
Bermuda heeft een van de hoogste inkomens per persoon ter wereld. In 2004 was dit $ 69.900. Op de eilanden wordt de Bermudaanse dollar als betaalmiddel gebruikt die een vaste wisselkoers heeft met de Amerikaanse dollar.
Slechts een zeer klein deel van het land is beschikbaar voor landbouw waardoor bijna al het voedsel moet worden ingevoerd. Dit maakt het levensonderhoud duur. Op het eiland zijn door het milde belastingklimaat veel financiële bedrijven gevestigd. Ook is het hoofdkantoor van Bacardi er gevestigd.

## Cultuur

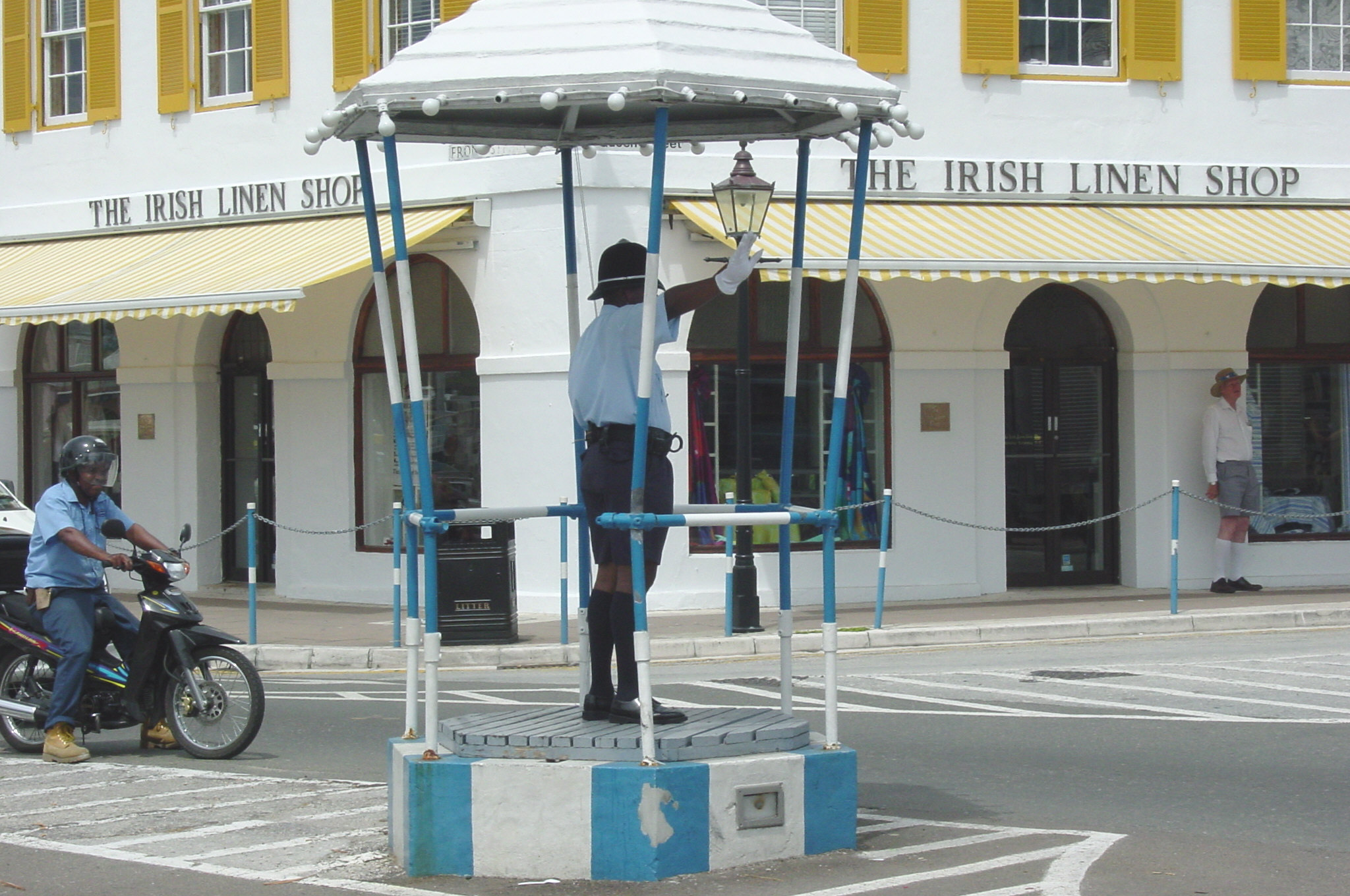
Een politieman in bermudashorts.

- De Bermudashorts, korte nette broeken, zijn vernoemd naar Bermuda. Deze worden op de eilanden niet alleen in de vrije tijd gedragen maar ook naar het werk en bij officiële gelegenheden. Soms ook in combinatie met een colbert, stropdas en/of buttondown.
- Op Bermuda zijn twee cricketclubs gevestigd, de Somerset Cricket Club op Bermuda en St. George's Cricket Club op Saint George. Deze twee clubs spelen jaarlijks een twee dagen durende competitie, de Cup Match. De clubs zijn herkenbaar aan de kleuren rood/donkerblauw en lichtblauw/donkerblauw. In de dagen voorafgaand aan de Cup Match rijden veel Bermudanen rond met lintjes in de kleuren van hun favoriete club.
- Johnny Barnes was lange tijd een opvallende verschijning op Bermuda. Van 1986 tot 2015 stond hij bijna elke ochtend bij het belangrijkste kruispunt om naar de forensen te zwaaien. Er zijn twee documentaires over hem gemaakt; Mr. Happy Man en Welcoming Arms. Hij overleed in 2016.
- Gombey is een folkloristische dans, afkomstig van Bermuda.
- Sinds 1906 wordt elke twee jaar de Newport Bermuda Race gehouden. Deze is de oudste georganiseerde oceaanzeilwedstrijd ter wereld en start in Newport (Rhode Island) en eindigt in Hamilton.
- De Bermudadriehoek is een gebied tussen Bermuda, Miami en Puerto Rico waar in het verleden een aantal schepen en vliegtuigen zijn verdwenen en waar allerlei theorieën over bestaan.

## Bezienswaardigheden

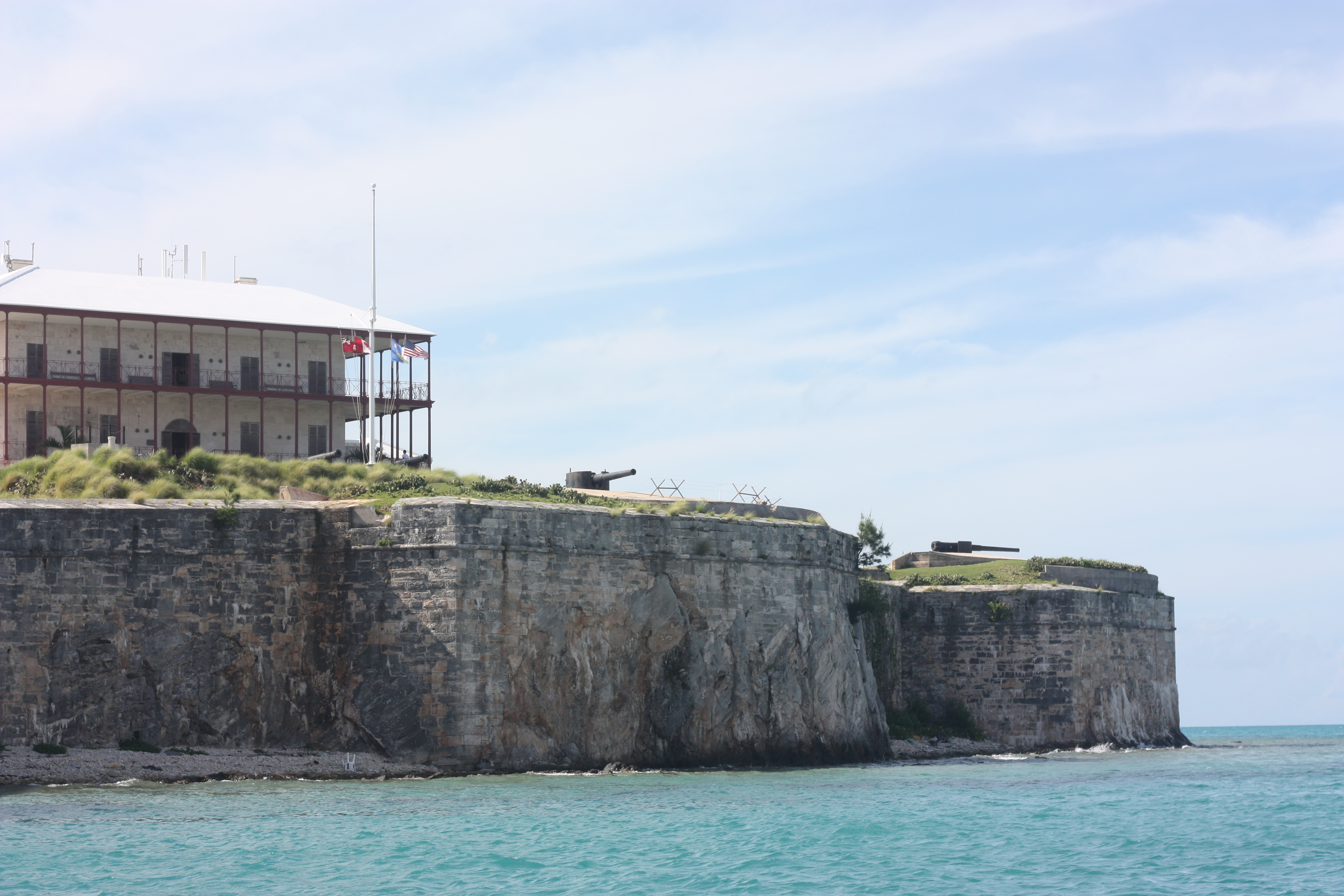
Het noordelijke bastion van de Royal Naval Dockyard met links het Commissioner's House. Langs de rand is artillerie te zien.

Belangrijke bezienswaardigheden zijn:
- Het Gibbs Hill Lighthouse is veruit de hoogste van de dertien vuurtorens op Bermuda en een van de oudste die van gietijzer gemaakt werd ter wereld.
- De Crystal Cave is een 500 meter lange en 65 meter diepe kalksteengrot.
- De Royal Naval Dockyard die van 1795 tot 1951 in gebruik was. Hier staan de grootste verdedigingswerken en hier is het National Museum of Bermuda gevestigd. Het is tevens de plaats waar de cruiseschepen aanleggen.
- De historische gebouwen en forten van Saint George staan sinds 2000 op de Werelderfgoedlijst.
- Bermuda Aquarium, Museum and Zoo

Antigua en Barbuda · Bahama's · Barbados · Belize · Canada · Costa Rica · Cuba · Dominica · Dominicaanse Republiek · El Salvador · Grenada · Guatemala · Haïti · Honduras · Jamaica · Mexico · Nicaragua · Panama · Saint Kitts en Nevis · Saint Lucia · Saint Vincent en de Grenadines · Trinidad en Tobago · Verenigde Staten

Land van het Koninkrijk der Nederlanden: Aruba · Curaçao · Sint Maarten

Nederlands openbaar lichaam: Bonaire · Sint Eustatius · Saba

Frans overzees departement: Guadeloupe · Martinique

Overzees gebied van het Verenigd Koninkrijk: Anguilla · Bermuda · Britse Maagdeneilanden · Kaaimaneilanden · Montserrat · Turks- en Caicoseilanden

Overige gebieden: Amerikaanse Maagdeneilanden · Clipperton · Groenland · Puerto Rico · Saint-Barthélemy · Saint-Martin · Saint-Pierre en Miquelon
Akrotiri en Dhekelia · Anguilla · Bermuda · Brits Antarctisch Territorium · Brits Indische Oceaanterritorium · Britse Maagdeneilanden · Falklandeilanden · Gibraltar · Kaaimaneilanden · Montserrat · Pitcairneilanden · Sint-Helena, Ascension en Tristan da Cunha · Turks- en Caicoseilanden · Zuid-Georgia en de Zuidelijke Sandwicheilanden
Brits Kroonbezit: Guernsey · Jersey · Man